# Loxosceles arizonica
Espèce
Synonymes
- Loxosceles arizonicus Gertsch & Mulaik, 1940

Loxosceles arizonica est une espèce d'araignées aranéomorphes de la famille des Sicariidae.

## Distribution
Cette espèce est endémique des États-Unis. Elle se rencontre en Arizona et dans le Sud de la Californie.

## Description
Le mâle décrit par Gertsch et Ennik en 1983 mesure 8 mm et la femelle 9 mm.

## Publication originale
- Gertsch & Mulaik, 1940 : The spiders of Texas. I. Bulletin of the American Museum of Natural History, no 77, p. 307-340 (texte intégral).